# Bessenrondknopmijt
De bessenrondknopmijt (Cecidophyopsis ribis) is een mijt die parasiteert op een aantal bessenrassen. 
Een door bessenrondknopmijt aangetaste knop is herkenbaar aan ca 1 cm dikke 'rondknoppen' die vanaf september zichtbaar zijn en in het voorjaar niet uitlopen. De besmette knoppen zijn beduidend groter dan de andere knoppen en kunnen eruitzien alsof zij op barsten staan. Bij het openen van de gezwollen knop zijn er mijten en/of hun larven zichtbaar. 
Om van de mijt af te komen dient men de aangetaste knoppen van de plant(en) te verwijderen en deze te vernietigen door middel van vuur of afsluiting in een stevige zak bij het huisvuil. Een andere mogelijkheid is bespuiten met een insecticide.  
Als de besmette knoppen in de buurt blijven van de planten of hier op een indirecte manier (verplaatsing, compost, vogels) weer bij terechtkomen zal de besmetting opnieuw plaatsvinden. 